# Ekaterina Efimova
Ekaterina Olegovna Efimova (in russo Екатерина Олеговна Ефимова?; Novoaleksandrovsk, 3 luglio 1993) è una pallavolista russa, centrale del Beşiktaş.

## Carriera

### Club
Ekaterina Efimova inizia a giocare con la Luč Mosca disputando la Vysšaja Liga A 2010-11, ovvero la seconda divisione del campionato russo. Due anni dopo approda per una stagione allo Sparta, mentre in seguito giunge in Superliga, unendosi all'Ufimočka. Nonostante la retrocessione dell'Ufimočka, disputa la Superliga 2014-15 trasferendosi allo Zareč'e Odincovo. Dopo una breve parentesi con l'Omička, nell'ottobre 2015 passa alla Dinamo Krasnodar, con la quale vince una Coppa di Russia e una Coppa CEV.
Dalla stagione 2016-17 milita per due anni nell'Enisej, mentre a partire dalla stagione 2018-19 cambia nuovamente squadra, unendosi alla Dinamo Mosca, con cui si aggiudica una Supercoppa russa, una Coppa di Russia e uno scudetto in un triennio. Nel campionato 2021-22 approda al Leningradka, dove milita per due annate. Nel campionato 2023-24 gioca per la prima volta all'estero, ingaggiata dalle turche del Beşiktaş, in Sultanlar Ligi.

### Nazionale
Nel 2015 debutta nella nazionale russa, vincendo la medaglia d'argento al World Grand Prix. In seguito conquista il bronzo alla Coppa del Mondo 2019.

## Palmarès

### Club
- Coppa di Russia: 2

2015, 2018
- Supercoppa russa: 1

2018
- Coppa CEV: 1

2015-16

### Nazionale (competizioni minori)
- Montreux Volley Masters 2018